# Камјањец-Подиљски
Камјењец-Подољски (укр. Кам'янець-Подільський) град је у Украјини, у Хмељничкој области. Према процени из 2012. у граду је живело 102.969 становника.

## Назив
Први део двојног имена града потиче од камин (укр. камiнь) или камен, што на староруском значи 'камен'. Други део његовог имена односи се на историјску област Подоље (укр. Подíлля), чији је главни град Камјањец-Подиљски.
Еквивалената имена на другим језицима су пољ. Kamieniec Podolski; рум. ; лат. ; мађ. ; рус. Kamenets-Podolskiy.

## Географија
Камјањец-Подиљски се налази у јужном делу Хмељничке области, која се налази у западном украјинском региону Подољу. Кроз град протиче река Смотрич, притока Дњестра. Укупна површина града обухвата 27,84 km2 (10,75 sq mi). Град се налази око 101 km (63 mi) од административног центра области, Хмељницког.

## Историја

### Стари век
Неколико историчара сматра да су град на овом месту основали стари Дачани, који су живели на територији данашње Румуније, Молдавије, и делова Украјине. Историчари пишу да су оснивачи насеље назвалиПетридава или Клепидава, што потиче од грчке речи петра или латинске лапис што значи 'стена' и дачке речи дава што значи 'град'.

### Кијевска Русија и Татари (11. век п. н. е.–1241)
Модерни Камјањец-Подиљски се први пут помиње 1062. године као град у Кијевској Русији. Године 1241. уништили су га монголски освајачи.

### Пољска владавина (1352–1672)
Године 1352. освојио га је пољски краљ Казимир III. Године 1378. постао је седиште римокатоличке бискупије. Године 1432. краљ Жигмунд Пољски је доделио градско право Камјањец-Подиљском. Године 1434. постаје престоница Подољског војводства и седиште локалне цивилне и војне управе. Стари замак су реконструисали и значајно проширили пољски краљеви да би одбранили Пољску са југозапада од османских и татарских инвазија, па је назван капија Пољске.
Током слободног изборног периода у Пољској, Камјањец-Подиљски, као један од најутицајнијих градова у држави, уживао је право гласа (поред Варшаве, Кракова, Познања, Гдањска, Лавова, Вилњуса, Лублина, Торуња и Елблага).

### Османска владавина (1672–1699)
Након Бучачког мира из 1672, Камјанец-Подилски је накратко био део Османског царства и престоница Подољског ејалета. То је такође био санџак-паша (централни санџак) овог ејалета са нахијама Кропотова, Сатанова, Искала, Китајгород, Кривче, Жван и Могиљив. Да би се супротставио турској претњи Државној заједници Пољске и Литваније, краљ Јан III Собјески је изградио тврђаву у близини, "Отпори Свете Тројице" (пољ. " Okopy Świętej Trójcy "). Пољска је 1687. покушала да поврати контролу над Камјанец-Подилском и Подољем, када су тврђаву безуспешно опседали Пољаци предвођени принцом Јаковом Лудвигом Собјеском.

### Државна заједница Пољске и Литваније (1699–1793)
Године 1699, град је враћен Пољској под краљем Августом II према Карловачком споразуму. Тврђава се стално ширила и сматрала се најјачом у Државној заједници Пољске и Литваније. У сачуваним рушевинама тврђаве и данас се налазе гвоздена топовска ђулад забијена у њима током многобројних опсада.

### Руска владавина (1793–1915)
Након Друге поделе Пољске 1793. године, град је припао Руској Империји, где је био главни град Подолске губерније. Руски цар Петар Велики, који је два пута посетио тврђаву, био је импресиониран њеним утврђењима. Једна од кула је коришћена као затворска ћелија за Устима Кармељука, истакнутог вођу побуњеника сељака с почетка 19. века), који је три пута успео да побегне из ње. Пољски племић Антони Жмијевски је 1798. године основао пољско позориште у граду. То је било једно од најстаријих пољских позоришта. Године 1867. руске власти су укинуле римокатоличку бискупију Камјањец-Подиљски. Поново га је 1918. године успоставио папа Бенедикт XV.
Према руском попису из 1897. године, Камјањец-Подиљски је био највећи град Подоља са 35.934 становника. Године 1914. директна железничка линија повезала је град са Проскуривом.

### Први светски рат и невоље после Првог светског рата
Током Првог светског рата, град је окупирала Аустроугарска 1915. године.
Са распадом Руске Империје 1917. године, град је накратко био укључен у неколико краткотрајних украјинских држава: Украјинску Народну Републику, Хетманат, и Украјинског директората, пре него што је завршио као део Украјинске ССР када је Украјина пала под влашћу бољшевика. Током периода Директората, град је био дефакто престоница Украјине након што су руске комунистичке снаге окупирале Кијев.
Током Пољско-совјетског рата, град је заузела пољска војска у ноћи између 16. и 17. новембра 1919. и био је под пољском управом од 16. новембра 1919. до 12. јула 1920. године.
У јулу 1920. године у селу Велики Зозулинци и околним селима у близини Камјањец-Подиљског одиграле су се борбе између јединица Армије Украјинске Народне Републике (УНР) и Црвене армије. Дана 7. јула 1920. године, војници 6. резервне стрељачке бригаде украјинске народне армије били су заробљени од стране бољшевика. Након што су одбили да се придруже Црвеној армији, заробљени војници УНР су погубљени. У Великим Зозулинцима налази се масовна гробница 26 војника УНР-а.

### Совјетски период (1921-1991)
Подручје које укључује Камјањец-Подиљски је уступљено Руској СФСР Ришким уговором из 1921. године, који је одредио његову будућност у наредних седам деценија као део Украјинске ССР.
Пољаци и Украјинци су увек чинили већину градског становништва. Међутим, као комерцијални центар, Камјањец-Подиљски је био мултиетнички и мултирелигијски град са значајном јеврејском и јерменском мањином. Под совјетском влашћу био је на удару жестоких прогона, а многи Пољаци су били присилно депортовани у Централну Азију. Масакри попут масакра у Виници дешавали су се широм Подоља, последњег уточишта независне Украјине. У почетку, Камјањец-Подиљски је био административни центар Украјинске ССР Камјањец-Подиљски Област, али је административни центар касније премештен у Проскурив (данашњи Хмељницки).
У децембру 1927., Тајм часопис је известио да је дошло до масовних побуна сељака и фабричких радника у јужној Украјини, око градова Могиљив-Подиљског, Камјањец-Подиљског, Тираспоља и других, против совјетских власти. Часопис је био заинтригиран када је пронашао бројне извештаје из суседне Румуније а су трупе из Москве послате у регион и да су угушиле немире, узрокујући чак 4.000 мртвих. Часопис је послао неколико својих репортера да потврде те појаве које је званична штампа у потпуности демантовала називајући их голим лажима. Револт је изазван кампањом колективизације и безаконим окружењем у градовима изазваним репресивном совјетском влашћу.
Након совјетске инвазије на Пољску, административни центар области је премештен из Камјањец-Подиљског у град Хмељницки. Камјањец-Подиљски је окупиран од стране немачких трупа 11. јула 1941. у току операције Барбароса. Немачка, украјинска и мађарска полиција масакрирала је 23.000 Јевреја од 27. до 28. августа 1941. Дана 26. марта 1944. град је ослобођен немачке окупације од стране Црвене армије. Камјањец је остао у саставу Украјинске ССР до распада Совјетског Савеза.

### Пост-совјетска времена
Дана 16. јула 1990. нови украјински парламент усвојио је декларацију о независности.
Дана 16. јануара 1991, папа Јован Павле II је поново успоставио римокатоличку бискупију Камјањец-Подиљски која је распуштена под совјетском влашћу.
Од 2015. године, Камјањец-Подиљски је трећи по величини град Подоља после Винице и Хмељницког.
До 18. јула 2020. године, Камјањец-Подиљски је био инкорпориран као град од обласног значаја и служио је као административни центар Камјањец-Подиљског рејона иако није припадао округу. У јулу 2020. године, као део административне реформе Украјине, којом је број округа Хмељницке области смањен на три, град Камјањец-Подиљски је спојен у Камјанец-Подиљски округ.

### Историја Јевреја
Током устанка Богдана Хмељницког (1648–1658), јеврејска заједница Камјањец-Подиљског је много страдала од козака Хмељницког, с једне стране, и од напада Кримских Татара (њихов главни циљ је изнуђивање откупа) с друге стране.
Средином 18. века, Камјањец-Подиљски је постао центар жестоког сукоба који је тада беснео између талмудских Јевреја и франкиста. Град је био резиденција бискупа Дембовског, који је стао на страну франкиста и наредио јавно спаљивање Талмуда, што је спроведено на јавним улицама 1757. године.
Камјањец-Подиљски је такође био резиденција богатог јевреја Јозефа Гинцбурга. Током друге половине 19. века, многи Јевреји из Камјањец-Подиљског емигрирали су у Сједињене Америчке Државе, посебно у Њујорк, где су организовали бројна друштва.
Један од првих и највећих масакра масакра Холокауста извршен у почетној фази рата између нацистичке Немачке и Совјетског Савеза, догодио се у Камјањец-Подиљском 27–28. августа 1941. Убиства је извршио 320. батаљон орднунгсполицаја заједно са Јекелновом ајнзацгрупом, мађарским војницима и украјинском помоћном полицијом. Према извештајима нацистичке Немачке, за два дана убијено је укупно 23.600 Јевреја из гета Камјањец-Подиљски, укључујући 16.000 протераних из Мађарске. Како истичу историчари Холокауста, масакр је представљао увод у коначно решење које су нацисти смислили у Ванзеју неколико месеци касније. Очевици наводе да се починиоци нису трудили да сакрију своја дела од локалног становништва.

## Клима
| Клима Камјањец-Подиљски (1981–2010)      | Клима Камјањец-Подиљски (1981–2010) | Клима Камјањец-Подиљски (1981–2010) | Клима Камјањец-Подиљски (1981–2010) | Клима Камјањец-Подиљски (1981–2010) | Клима Камјањец-Подиљски (1981–2010) | Клима Камјањец-Подиљски (1981–2010) | Клима Камјањец-Подиљски (1981–2010) | Клима Камјањец-Подиљски (1981–2010) | Клима Камјањец-Подиљски (1981–2010) | Клима Камјањец-Подиљски (1981–2010) | Клима Камјањец-Подиљски (1981–2010) | Клима Камјањец-Подиљски (1981–2010) | Клима Камјањец-Подиљски (1981–2010) |
| Показатељ \ Месец                        | .Јан.                               | .Феб.                               | .Мар.                               | .Апр.                               | .Мај.                               | .Јун.                               | .Јул.                               | .Авг.                               | .Сеп.                               | .Окт.                               | .Нов.                               | .Дец.                               | .Год.                               |
| ---------------------------------------- | ----------------------------------- | ----------------------------------- | ----------------------------------- | ----------------------------------- | ----------------------------------- | ----------------------------------- | ----------------------------------- | ----------------------------------- | ----------------------------------- | ----------------------------------- | ----------------------------------- | ----------------------------------- | ----------------------------------- |
| Максимум, °C (°F)                        | −0,3 (31,5)                         | 1,4 (34,5)                          | 7,0 (44,6)                          | 14,9 (58,8)                         | 21,2 (70,2)                         | 23,7 (74,7)                         | 25,7 (78,3)                         | 25,2 (77,4)                         | 19,9 (67,8)                         | 13,7 (56,7)                         | 6,0 (42,8)                          | 0,6 (33,1)                          | 13,3 (55,9)                         |
| Просек, °C (°F)                          | −3,3 (26,1)                         | −2,2 (28)                           | 2,4 (36,3)                          | 9,2 (48,6)                          | 15,1 (59,2)                         | 17,9 (64,2)                         | 19,8 (67,6)                         | 19,0 (66,2)                         | 14,1 (57,4)                         | 8,6 (47,5)                          | 2,7 (36,9)                          | −2,1 (28,2)                         | 8,4 (47,1)                          |
| Минимум, °C (°F)                         | −6,4 (20,5)                         | −5,5 (22,1)                         | −1,7 (28,9)                         | 3,9 (39)                            | 9,3 (48,7)                          | 12,4 (54,3)                         | 14,2 (57,6)                         | 13,4 (56,1)                         | 9,1 (48,4)                          | 4,3 (39,7)                          | −0,3 (31,5)                         | −5,0 (23)                           | 4,0 (39,2)                          |
| Количина падавина, mm (in)               | 31,2 (1,228)                        | 34,7 (1,366)                        | 30,9 (1,217)                        | 46,3 (1,823)                        | 64,3 (2,531)                        | 92,6 (3,646)                        | 96,8 (3,811)                        | 61,1 (2,406)                        | 54,1 (2,13)                         | 38,5 (1,516)                        | 37,9 (1,492)                        | 37,5 (1,476)                        | 625,9 (24,642)                      |
| Дани са падавинама (≥ 1.0 mm)            | 7,7                                 | 7,6                                 | 7,2                                 | 7,6                                 | 9,2                                 | 9,8                                 | 10,3                                | 7,5                                 | 7,5                                 | 6,6                                 | 7,0                                 | 8,1                                 | 96,1                                |
| Релативна влажност, %                    | 85,3                                | 82,9                                | 76,6                                | 68,0                                | 67,5                                | 72,7                                | 73,5                                | 73,6                                | 77,3                                | 80,7                                | 85,3                                | 86,4                                | 77,5                                |
| Сунчани сати — месечни просек            | 39,2                                | 64,3                                | 121,2                               | 168,1                               | 241,9                               | 237,5                               | 241,4                               | 234,6                               | 162,7                               | 103,8                               | 48,9                                | 62,7                                | 1.696,3                             |
| Извор: Светска метеоролошка организација |                                     |                                     |                                     |                                     |                                     |                                     |                                     |                                     |                                     |                                     |                                     |                                     |                                     |

## Становништво
Према процени, у граду је 2012. живело 102.969 становника.
| 1979.  | 1989.   | 2001.  | 2012.   |
| ------ | ------- | ------ | ------- |
| 84.440 | 102.236 | 99.610 | 102.969 |

## Култура

### Главне знаменитости
Различити народи и културе који су живели у граду донели су сваки своју културу и архитектуру. Примери укључују пољске, рутенске и јерменске четврти. Познате туристичке атракције укључују древни замак и бројне архитектонске атракције у центру града, укључујући катедралу Светих Апостола Петра и Павла, цркву Свете Тројице, зграду градске већнице и бројна утврђења.
Балонске активности у кањону реке Смотрич такође привлаче туристе. У мају и октобру у граду се одржавају фестивали балона. Поред тога, свако може да резервише лет балоном чак и након фестивала.
Од касних 1990-их, град је израстао у један од главних туристичких центара у западној Украјини. Годишње Козачке игре (укр. Kozatski zabavy) и фестивали, који укључују отворено првенство Украјине у балонству, трке аутомобилима и разне музичке, уметничке и драмске активности, привлаче око 140.000 туриста годишње и стимулишу локалну економију. Недавно је отворено више десетина приватних хотела, што је велики број за један провинцијски украјински град.
Фестивал Република је музички и уметнички фестивал за младе који представља модерну музику, књижевност и уличну уметност. Овај фестивал се одржава сваке године и окупља стотине младих љубитеља уметности, музичара и ентузијаста. Многе градске зграде су украшене муралима, насталим током ових фестивала. Мурали приказују историјске догађаје, као и савремене концепте.

### Међународни односи
Камјањец-Подиљски има партнерске односе са следећим градовима::
- Долни Кубин, Словачка
- Калиш, Пољска[22]
- Залау, Румунија
- Брантфорд, Канада[23]

## Значајни становници
- Михаил Алперин (рођен 1956), украјински џез пијаниста
- Андреј Бондаренко (рођен 1987), украјински оперски баритон, рођен у граду
- Николај Чеботарјов (1894–1947), руски и совјетски математичар, најпознатији по Чеботарјовој теореми о густини.
- Сергеј Горшков (1910-1988), руски и совјетски адмирал флоте Совјетског Савеза, рођен у граду
- Давид Гинцбург (Барон Гинцбург; 1857–1910) руски оријенталиста и јеврејски комунални вођа, рођен у граду
- Козеф Каленбах (1861–1929), пољски историчар књижевности, рођен у граду
- Куриј Химич (1928–2003), украјински сликар, рођен у граду
- Станислав Коњецпољски (1590 или 1594–1646), пољски војни командант, живео у граду
- Марк Копитман (1929–2011), совјетско-израелски композитор, музиколог и педагог, рођен у граду
- Мареј Корман (1902–1961), амерички публицистички фотограф
- Лев Квитко (1890–1952), песник, аутор песама за децу и члан Јеврејског антифашистичког комитета
- Микола Леонтович (1877–1921), украјински композитор, студирао је и завршио градску Богословију
- Ирина Мерлени (рођена 1982), рвачица
- Арнолд Спилберг, отац филмског режисера Стивена Спилберга
- Михаил Старенки (1879–?), бесарабијски политичар, рођен у граду
- Леонид Штајн (1934–1973), совјетски шаховски велемајстор, рођен овде
- Моше Стекелис (1898–1967), руско-израелски археолог
- Артур Трејси (1899–1997), амерички певач, рођен у граду
- Антон Васјутински (1858–1935), сликар, дизајнер кованица и медаља, рођен у граду
- Михаил Велер (рођен 1948), руско-естонски писац, рођен у граду
- Јон Винокур (1930–2006), украјински археолог, историчар, живео и радио у граду
- Јан де Вите (1709–1785), пољски архитекта и командант локалне тврђаве
- Јозеф Зајончек (1752–1826), пољски генерал, рођен у граду
- Морис Збригер (1896–1981), канадски виолиниста, композитор и диригент, рођен у граду
- Исидор Цукерман (1866–1946), аустријски бизнисмен

### Галерија
- Видео снимак
- Тријумфална капија
- Двориште цркве у близини замка
- Јерменски звоник
- Доминикански манастир
- Катедрала Александра Невског
- Вирменски ринок
- Администрација округа Камјањец-Подиљски
- Уметнички колеџ
- Зграда консисторијума
- Зарванска улица
- Зграда пољског магистрата
- Старобул'варна улица
- Бивша зграда Богословије
- Народни дом Пушкин
- Зграда суда
- Гимназија у Шевченковој улици